# Cars (企業)
cars株式会社は、東京都渋谷区にてシステム開発・サービス提供を行うカーライフテック企業である。

## 概要
1960年に奈良県天理市で整備工場として創業。当時の社名は天理興業株式会社。
現社長の藤堂高明は通信会社勤務を経て2003年3月、父が社長を務めていた天理興業に入社する。当時は自動車整備業と不動産事業を行っていた。年商1億6000万円、自動車整備事業は年7000万円の赤字があり、不動産事業で穴埋めする状況だった。当時従業員規模が小さく個人経営の店舗が多かった自動車整備業界に、フランチャイズ制度の導入や大胆な内装の変更をするなど新しい試みを進めていった。
2007年に先代社長が他界、MBOにて事業承継する。以後独自の投資と再生ノウハウで事業を急拡大。2017には年商50億円15店舗を展開するまでに成長させた。「はた楽」（「はたを楽にする」、即ち顧客に楽になってもらえるよう奉仕すること）の理念のもと、成長機会を与えることを大切にしている。現在はオフラインの事業によって獲得したビッグデータをもとにオンラインのサービスに進出しており、カーライフに特化したAIの開発を行っている。2019年にグローバルカーライフテックサービスの新ブランドとして「cars」の提供を開始。
商号は天理興業から2015年に「株式会社ファーストグループ」へ、2022年に現商号の「cars株式会社」へ変更している。

## 沿革
- 1960年7月 - 天理興業株式会社設立[6]
- 2007年8月 - 藤堂高明が社長に就任[6]
- 2015年7月 - 株式会社ファーストグループに商号変更[6]
- 2018年3月 - 東京本社を渋谷区に設立[6]
- 2019年4月 - 「cars」ブランドの提供開始[5]
- 2021年
  - 6月1日 - 千葉県・埼玉県における自動車鈑金事業部門をK・Sグループ 加藤石油株式会社へ譲渡[8]
  - 11月26日 - 株式会社カインズ・株式会社オートアールズ・株式会社ベイシアグループ総研と資本業務提携を締結[9]
- 2022年
  - 5月 - デジタルガレージグループと資本業務提携[10]
  - 7月1日 - cars株式会社に商号変更[7]
- 2023年 - 日本特殊陶業と資本業務提携[11]

## 事業
- オンラインサービス「cars」の開発・提供
- Car Alliance Member Program（次世代自整業勉強会）オフィシャルスポンサー[12]
- コンサルティングサービス（M&A・事業再生）
- 自動車販売・整備事業
  - 自動車販売店「cars」（渋谷、茨木、広陵）
  - 「車検の速太郎」FC加盟（奈良県・大阪府）[13]
  - 自動車板金「cars BPC」（天理）[14]